# Stipa manicata
Stipa manicata är en gräsart som beskrevs av Étienne-Émile Desvaux. Stipa manicata ingår i släktet fjädergrässläktet, och familjen gräs. Inga underarter finns listade i Catalogue of Life.